# Puraći
Puraći (szerbül: Пураћи), település Bosznia-Hercegovinában, a Bosanska Krajina és a Bosanska Posavina közötti átmeneti területen, Prnjavor község területén, a Szerb Köztársaságban. 

## Fekvése
Bosznia-Hercegovina északi részén, Banja Lukától légvonalban 29, közúton 38 km-re északkeletre, községközpontjától légvonalban 10, közúton 12 km-re nyugatra fekvő dombvidéken, a Prnjavort Banja Lukával összekötő főút mentén, a Lišnja és a Lisičak folyók összefolyásánál, 200-250 méteres tengerszint feletti magasságban található. 

## Népessége
| Nemzetiségi csoport | Népesség 1991 | Népesség 2013 |
| ------------------- | ------------- | ------------- |
| Szerb               | 4             | 79            |
| Bosnyák             | 414           | 190           |
| Horvát              | 0             | 2             |
| Jugoszláv           | 0             | 0             |
| Egyéb               | 8             | 2             |
| Összesen            | 426           | 273           |

## Története
A térség 1878-ig tartozott az Oszmán Birodalomhoz, ekkor a berlini kongresszus határozata alapján az Osztrák-Magyar Monarchia része lett. A III. katonai felmérés térképén a település még „Turaci” alakban szerepel. A monarchia szétesésével 1918-ban előbb a Szerb-Horvát-Szlovén Királyság, majd 1929-től a Jugoszláv Királyság része. Az 1929-es törvény értelmében, amikor Bosznia-Hercegovinát négy banovinára, Drinskára, Vrbaskára, Zetskára és Primorskára osztották, a település a Vrbaska banovina része lett, amelynek székhelye Banja Luka volt Jugoszlávia megszállása után a Független Horvát Állam (NDH) része lett. A második világháború után a település a szocialista Jugoszláviához tartozott. A daytoni békeszerződést követő területfelosztásnál a település Prnjavor község részeként a Szerb Köztársaság területéhez került. 

## Oktatás
A helyi tanulók a lišnjai „Meša Selimović” Általános Iskolába járnak.

## Nevezetességei
A puraći mecsetet a boszniai háború idején lerombolták, de a háború után újjáépítették, és hivatalosan 2008. július 26-án nyitották meg.